# República de Komi
La República de Komi (rus: Респ́ублика Коми, Respúblika Komi; komi: Коми Республика, Komi Respúblika) és una república (subjecte federal) de la Federació Russa, a l'oest dels Urals. La República és la pàtria de la nació dels Komis.
Limita amb els districtes autònoms de Nenètsia (NO/N), Iamàlia (NE/E) i Khàntia-Mànsia (E), l'óblast de Sverdlovsk (SE), el krai de Perm (S), l'óblast de Kírov (S/SO) i l'óblast d'Arkhànguelsk. La seva capital és la ciutat de Siktivkar. La població de la república segons el cens de 2010 era de 901.189 habitants.

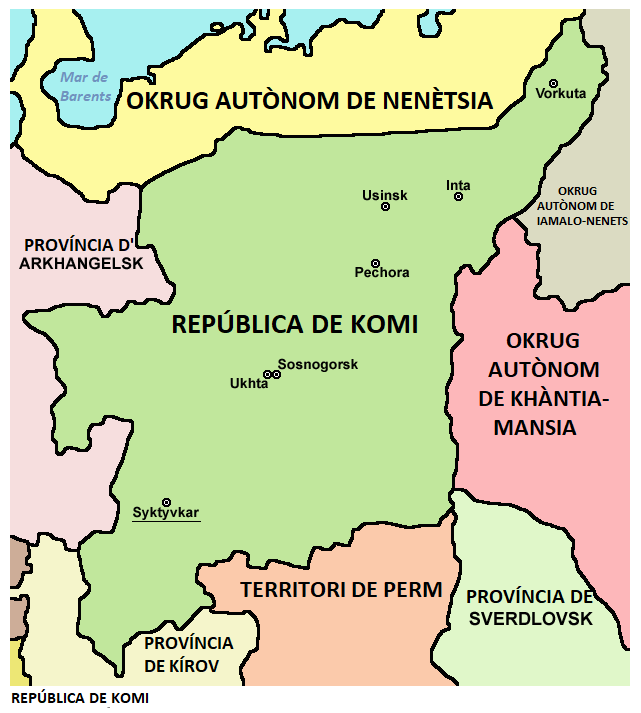
Mapa de la República de Komi.

## Història
Amb el triomf de la revolució de febrer del 1917, s'hi establí una autoritat dual: per una banda, els Comitès Provisionals de Districte, cossos locals organitzats pel Govern Provisional, i els soviets, organitzats durant la primavera pels socialdemòcrates. Pel desembre del 1917 s'organitzà a Kudymkar un Congrés de representants dels 13 volost (districtes rurals) de la Regió Pèrmica, escollits entre els soldats revolucionaris del Comitè regional de la Terra d'In'va, que nacionalitzaren les propietats dels Strojanov i crearen un destacament armat per defensar el poder soviètic.
Entre gener i maig del 1918 es proclamà el poder soviètic al territori komi, alhora que els comitès executius de la regió eren comandats pels social-revolucionaris i els nacionalistes panfinlandesos, oposats als soviètics bolxevics.
El rus blanc Alexander Koltxak hi havia organitzat amb suport angloamericà el Govern Provisional de l'Oblast del Nord amb seu a Arkhànguelsk; penetrà al Petxora en gener i febrer del 1919, i hi rebé el suport dels nacionalistes i burgesos, de manera que ocupà el 90% del territori. Tanmateix, a començaments de desembre del 1919 la unitat del Sisè Exèrcit Roig amb 20 destacaments partisans, els expulsaren de Mazen' i Vychegda, i el març del 1920 de la totalitat del territori komi.
Per un decret del Comitè Executiu Central de Tota Rússia, el 22 d'agost del 1921 fou creat l'Oblast Autònom dels Komi (Zirians), amb 235.000 habitants (dels quals el 92,3% eren komis, el 6,6% russos i l'1% nenets).
El 1936 l'Oblast Autònom Komi Ziriè esdevé República Socialista Soviètica Autònoma Komi, i s'hi desenvolupa l'agricultura i l'explotació intensiva de fusta i dels boscos, amb increment de la immigració russa. Hi arribaren nombrosos tècnics, enginyers, minaires del Donbass que s'establiren a Vorkuta i petrolers de l'Azerbaidjan s'establiren a Ukhta. Alhora, es col·lectivitzà la producció econòmica i el seu territori fou omplert de camps de concentració de treballadors forçats russos (els famosos gulag).
Durant els anys trenta es dedicaren a destruir mentalment i física dels intel·lectuals komis, considerats com a "nacionalistes burgesos" i contrarevolucionaris, i s'intensificà la russificació; en la segona guerra mundial, milers de soldats komi lluitaren al front: uns 13.000 foren condecorats, i 16 foren Herois de la Unió Soviètica, sense oblidar el petroli i carbó, fonamental per al front.
Durant els anys 50 i 60 s'aferraren amb fermesa a la unitat de llur poble, afirmant que la divisió política fou imposada per Moscou. Alhora, es va incrementar massivament la immigració russa al seu territori, així com l'explotació brutal dels seus recursos naturals. Els nouvinguts s'establiren a les zones minaires del Nord, on els oferiren bons salaris i altres beneficis. Això ha fet canviar dràsticament la composició ètnica del territori i els ha convertit en minoria al seu propi país. El 1971 fou creat el Parc Natural de l'Estat Komi, a la regió Polar dels Urals. Endemés, el nombre d'efectius komis a l'RSSA baixà fins al 28,6%, i d'ací al 23%. Quan s'inicià la perestroika el 1988, es produïren freqüents conflictes entre les autoritats de la república, comunistes ortodoxos, i els dirigents minaires progressistes.

## Geografia

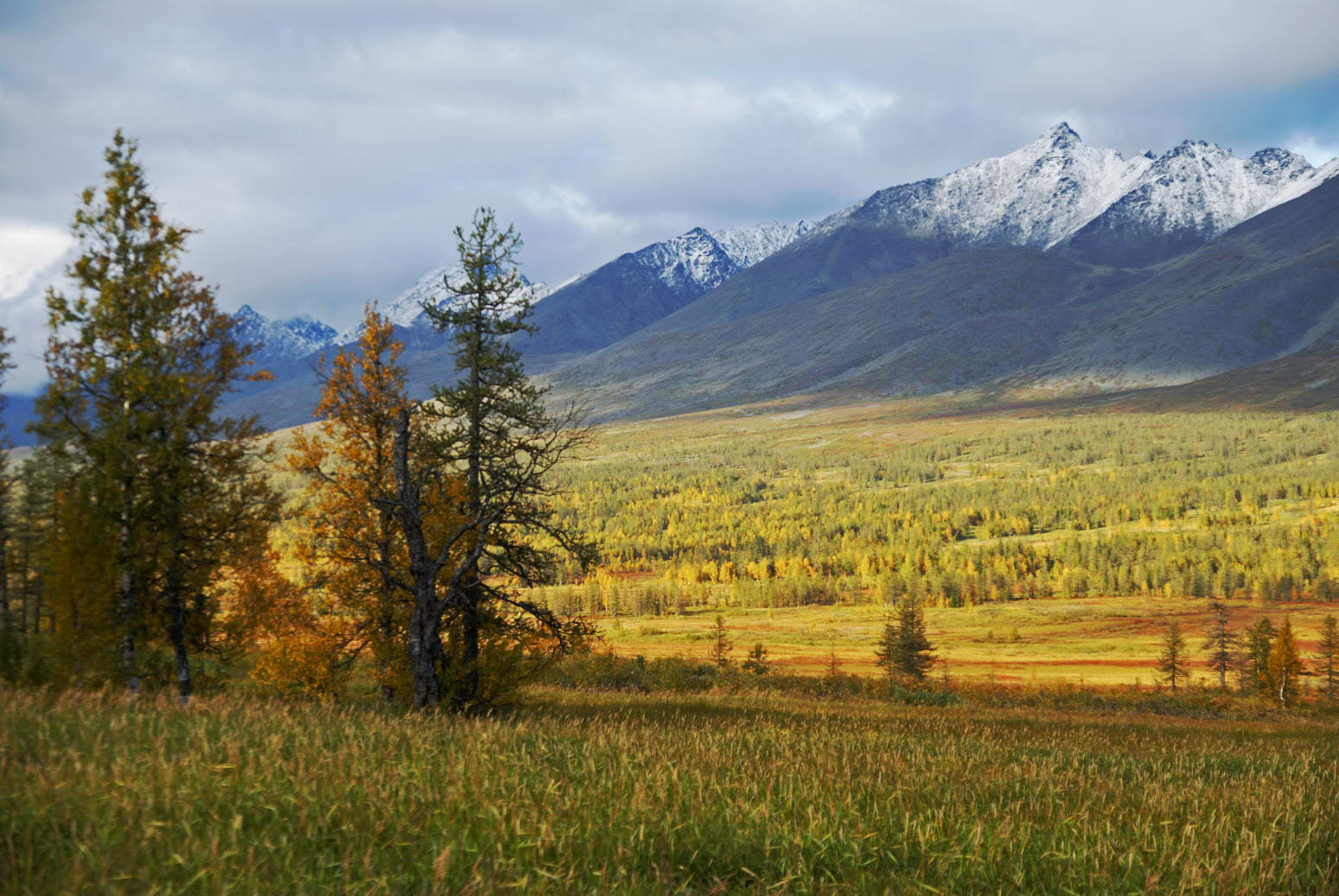
Parc Nacional de Yugid Va

La república està situada a l'oest de les muntanyes dels Urals, al nord-est de la plana d'Europa oriental. Els Urals polars neixen a la part nord-est. Els boscos cobreixen més del 70% del territori, i els pantans cobreixen aproximadament el 15%. La República de Komi és la segona regió federal més gran per àrea de la Rússia europea després de l'Òblast d'Arkhangelsk.
- Superfície: 415 kilòmetres quadrats
- Fronteres (totes internes): Nenètsia (NO/N), Iamàlia (NE/E), Khanty–Mansi (E), Sverdlovsk (SE), Krai de Perm (S), Kírov (S/SO) i Arkhànguelsk (O).
- Punt més alt: Mont Naródnaia (1.894m)
- Distància màxima N-S: 785 quilometres (488 mi)
- Distància màxima E-O: 695 quilometres (432 mi)

### Rius
Els principals rius inclouen:
- Riu Izhma
- Riu Mezén
- Riu Petxora
- Riu Sisola
- Riu Usa
- Riu Vaixka
- Riu Vítxegda
- Riu Vim

### Llacs
Hi ha molts llacs a la república. Els principals llacs inclouen:
- Llac Sindorskoie
- Llac Iam-Ozero

### Recursos naturals

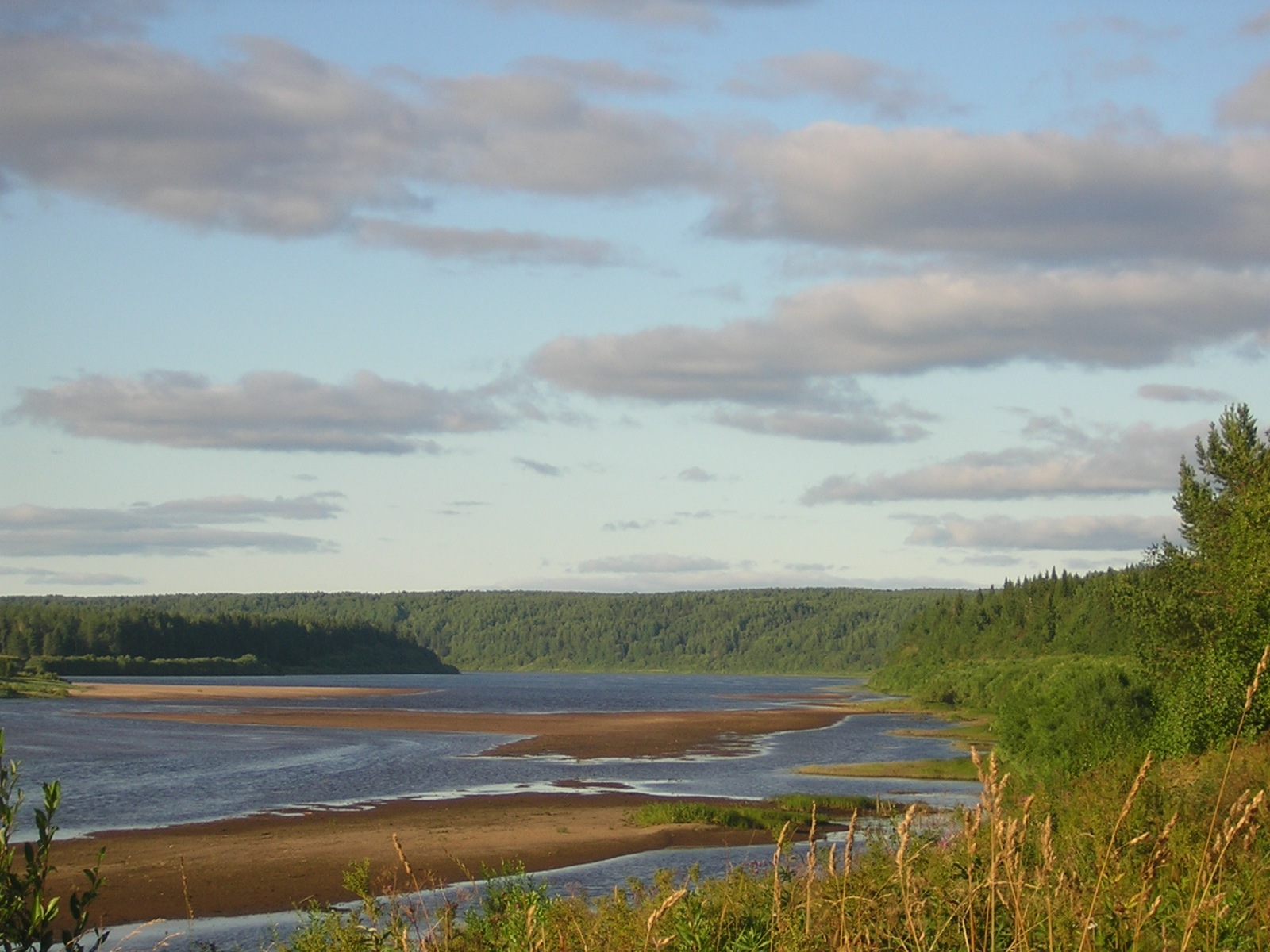
El riu Vim, República de Komi, Rússia.

Els recursos naturals de la república inclouen carbó, petroli, gas natural, or, diamants i fusta. Els rens autòctons són abundants a la regió i han estat criats intencionadament per part de la població indígena.
Al voltant de 32.800km 2 de bosc majoritàriament boreal (així com algunes tundres alpines i prats) a les muntanyes dels Urals del nord de la República han estat reconeguts el 1995 com a Patrimoni de la Humanitat per la UNESCO, són coneguts com Boscos verges de Komi. És el primer patrimoni natural de la UNESCO a Rússia i la major extensió de boscos verges d'Europa. El lloc inclou dues àrees protegides preexistents: la reserva natural de Pectxira-Ilich (creada el 1930) i el parc nacional de Iugid Va (creat el 1994).

### Clima
Els hiverns a la república són llargs i freds, i els estius, tot i que curts, són força càlids.
- Temperatura mitjana del gener: −17 °C (1 °F) (parts del sud) a −20 °C (−4 °F) (parts del nord)
- Temperatura mitjana del juliol: 11 °C (52 °F) (parts del nord) a 15 °C (59 °F) (parts del sud)
- Temperatura més baixa registrada: −58.1 °C (−72.6 °F) (poble d' Ust-Shchuger )
- Precipitació mitjana anual: 625 mm (24.6 in)

### Manpupuner i les formacions rocoses dels 7 homes forts
Considerada una de les Set Meravelles de Rússia, la República de Komi és la llar de Manpupuner (Man-Pupu-Nier), un lloc misteriós a les muntanyes dels Urals del nord, al districte de Troitsko-Petxorski, fet de set torres de roca que surten del altiplà pla conegut com els "7 homes forts". Manpupuner és una atracció molt popular a Rússia, però no a nivell internacional. La informació sobre el seu origen és escassa. Tanmateix, se sap que la seva alçada i formes anormals fan que la part superior d'aquests gegants de roca sigui inaccessible fins i tot per als escaladors experimentats.

## Demografia

### Població

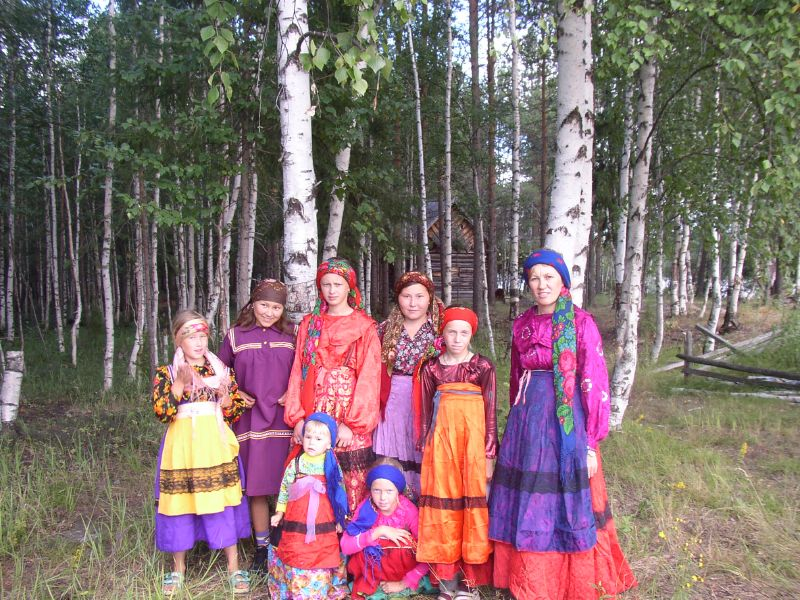
Komis

Població: 737,853 habitants (Cens 2021) 
|                                   | 17-12-1926 | 17-01-1939 | 17-01-1959 | 15-01-1970 | 17-01-1979 | 17-01-1989 | 09-10-2002 | 14-10-2010 |
| --------------------------------- | ---------- | ---------- | ---------- | ---------- | ---------- | ---------- | ---------- | ---------- |
| Població total                    | 207.314    | 318.996    | 806.199    | 964.802    | 1.110.361  | 1.250.847  | 1.018.674  | 901.189    |
| Creixement demogràfic mitjà anual |            |            |            | +1,7%      | +1,6%      | +1,3%      | -1,6%      | -1,5%      |
| Homes                             | 46%        | 49%        | 52%        | 50%        | 51%        | 50%        | 48%        |            |
| Dones                             | 54%        | 51%        | 48%        | 50%        | 49%        | 50%        | 52%        |            |
| Dones per cada 1000 homes         |            |            |            |            |            |            |            |            |
| Proporció urbana                  | 4,4%       | 9,1%       | 59,4%      | 61,9%      | 70,8%      | 75,5%      | 75,3%      |            |
| Territori (km 2)                  | 434.150    | 415.900    | 415.900    | 415.900    | 415.900    | 415.900    | 415.900    | 415.900    |
| Densitat de població/ km²         | 0,5        | 0,8        | 1.9        | 2.3        | 2.7        | 3.0        | 2.4        | 2.2        |

### Estadístiques vitals
Font: Servei d'Estadística de l'Estat Federal de Rússia
|      | Població Mitjana (x 1000) | Naixements | Defuncions | Canvi natural | Taxa bruta de natalitat (per 1000) | Taxa bruta de mortalitat (per 1000) | Canvi natural (per 1000) | Taxa de Fertilitat |
| ---- | ------------------------- | ---------- | ---------- | ------------- | ---------------------------------- | ----------------------------------- | ------------------------ | ------------------ |
| 1920 |                           | 4 760      | 4 353      | 407           |                                    |                                     |                          |                    |
| 1930 |                           | 10 256     | 6 574      | 3 682         |                                    |                                     |                          |                    |
| 1940 |                           | 14 976     | 12 134     | 2 842         |                                    |                                     |                          |                    |
| 1945 |                           | 6 432      | 6 185      | 247           |                                    |                                     |                          |                    |
| 1950 | 534                       | 20 087     | 6 002      | 14 085        | 37.6                               | 11.2                                | 26.4                     |                    |
| 1960 | 836                       | 25 578     | 5 010      | 20 568        | 30.6                               | 6.0                                 | 24.6                     |                    |
| 1965 | 938                       | 18 956     | 5 241      | 13 715        | 20.2                               | 5.6                                 | 14.6                     |                    |
| 1970 | 970                       | 16 462     | 6 276      | 10 186        | 17.0                               | 6.5                                 | 10.5                     |                    |
| 1975 | 1 044                     | 18 899     | 7 284      | 11 615        | 18.1                               | 7.0                                 | 11.1                     |                    |
| 1980 | 1 137                     | 20 685     | 9 169      | 11 516        | 18.2                               | 8.1                                 | 10.1                     |                    |
| 1981 | 1 153                     | 21 244     | 9 103      | 12 141        | 18.4                               | 7.9                                 | 10.5                     |                    |
| 1982 | 1 169                     | 23 420     | 8 758      | 14 662        | 20.0                               | 7.5                                 | 12.5                     |                    |
| 1983 | 1 185                     | 23 806     | 9 250      | 14 556        | 20.1                               | 7.8                                 | 12.3                     |                    |
| 1984 | 1 199                     | 24 217     | 9 486      | 14 731        | 20.2                               | 7.9                                 | 12.3                     |                    |
| 1985 | 1 213                     | 23 303     | 9 334      | 13 969        | 19.2                               | 7.7                                 | 11.5                     |                    |
| 1986 | 1 228                     | 24 176     | 8 112      | 16 064        | 19.7                               | 6.6                                 | 13.1                     |                    |
| 1987 | 1 242                     | 23 616     | 8 544      | 15 072        | 19.0                               | 6.9                                 | 12.1                     |                    |
| 1988 | 1 256                     | 20 916     | 8 930      | 11 986        | 16.7                               | 7.1                                 | 9.5                      |                    |
| 1989 | 1 256                     | 18 481     | 8 857      | 9 624         | 14.7                               | 7.1                                 | 7.7                      |                    |
| 1990 | 1 244                     | 16 930     | 9 321      | 7 609         | 13.6                               | 7.5                                 | 6.1                      | 1.873              |
| 1991 | 1 231                     | 15 589     | 9 665      | 5 924         | 12.7                               | 7.9                                 | 4.8                      |                    |
| 1992 | 1 214                     | 13 880     | 11 426     | 2 454         | 11.4                               | 9.4                                 | 2.0                      |                    |
| 1993 | 1 199                     | 12 158     | 14 642     | - 2 484       | 10.1                               | 12.2                                | - 2.1                    |                    |
| 1994 | 1 174                     | 11 835     | 16 074     | - 4 239       | 10.1                               | 13.7                                | - 3.6                    |                    |
| 1995 | 1 145                     | 11 105     | 15 057     | - 3 952       | 9.7                                | 13.2                                | - 3.5                    | 1.317              |
| 1996 | 1 124                     | 10 900     | 13 674     | - 2 774       | 9.7                                | 12.2                                | - 2.5                    |                    |
| 1997 | 1 106                     | 10 388     | 12 244     | - 1 856       | 9.4                                | 11.1                                | - 1.7                    |                    |
| 1998 | 1 087                     | 10 793     | 11 545     | - 752         | 9.9                                | 10.6                                | - 0.7                    |                    |
| 1999 | 1 068                     | 9 680      | 12 253     | - 2 573       | 9.1                                | 11.5                                | - 2.4                    |                    |
| 2000 | 1 050                     | 9 906      | 13 594     | - 3 688       | 9.4                                | 12.9                                | - 3.5                    | 1.219              |
| 2001 | 1 036                     | 10 325     | 13 968     | - 3 643       | 10.0                               | 13.5                                | - 3.5                    | 1.272              |
| 2002 | 1 021                     | 11 177     | 15 265     | - 4 088       | 10.9                               | 15.0                                | - 4.0                    | 1.374              |
| 2003 | 1 004                     | 11 462     | 15 810     | - 4 348       | 11.4                               | 15.8                                | - 4.3                    | 1.401              |
| 2004 | 987                       | 11 489     | 15 210     | - 3 721       | 11.6                               | 15.4                                | - 3.8                    | 1.397              |
| 2005 | 971                       | 10 975     | 15 074     | - 4 099       | 11.3                               | 15.5                                | - 4.2                    | 1.332              |
| 2006 | 955                       | 10 872     | 13 519     | - 2 647       | 11.4                               | 14.1                                | - 2.8                    | 1.318              |
| 2007 | 941                       | 11 523     | 12 304     | - 781         | 12.2                               | 13.1                                | - 0.8                    | 1.406              |
| 2008 | 928                       | 11 719     | 12 270     | - 551         | 12.6                               | 13.2                                | - 0.6                    | 1.452              |
| 2009 | 916                       | 11 868     | 12 182     | - 314         | 13.0                               | 13.3                                | - 0.3                    | 1.62               |
| 2010 | 903                       | 11 648     | 11 819     | - 171         | 12.9                               | 13.1                                | - 0.2                    | 1.63               |
| 2011 |                           | 11 715     | 11 097     | + 443         | 13.0                               | 12.4                                | + 0.6                    | 1.71               |
| 2012 | 890                       | 12 418     | 10 830     | + 1 588       | 14.0                               | 12.2                                | + 1.8                    | 1.88               |
| 2013 | 876                       | 12 436     | 10 484     | + 1 952       | 14.2                               | 12.0                                | + 2.2                    | 1.96               |
| 2014 | 868                       | 12 291     | 10 621     | + 1 670       | 14.2                               | 12.2                                | + 2.0                    | 2.01               |
| 2015 | 861                       | 11 797     | 10 666     | + 1 131       | 13.6                               | 12.3                                | + 1.3                    | 2.00               |
| 2016 | 854                       | 11 239     | 10 523     | + 716         | 13.1                               | 12.3                                | + 0.8                    | 1.97               |
| 2017 | 845                       | 9 766      | 9 958      | - 192         | 11.5                               | 11.8                                | - 0.3                    | 1.78               |

### Grups ètnics
Segons el cens de 2021, els russos constitueixen el 69,7% de la població de la república, mentre que els komi constitueixen el 22,3%. Altres grups inclouen els ucraïnesos (4,2%), els tàrtars (1,3%), els belarussos (1%), els alemanys ètnics (0,6%), els txuvaixos (0,6%), els àzeris (0,6%) i una gran quantitat de grups més petits, cadascun dels quals representa menys del 0,5% de la població total.
| Grups Ètnics | Cens de 1926 (Territori del 1926)1 | Cens de 1926 (Territori del 1926)1 | Cens de 1926 (Territori actual) | Cens de 1926 (Territori actual) | Cens de 1939 | Cens de 1939 | Cens de 1959 | Cens de 1959 | Cens de 1970 | Cens de 1970 | Cens de 1979 | Cens de 1979 | Cens de 1989 | Cens de 1989 | Cens de 2002 | Cens de 2002 | Cens de 20102 | Cens de 20102 | Cens de 2021 | Cens de 2021 |
| Grups Ètnics | Nombre                             | %                                  | Nombre                          | %                               | Nombre       | %            | Nombre       | %            | Nombre       | %            | Nombre       | %            | Nombre       | %            | Nombre       | %            | Nombre        | %             | Nombre       | %            |
| --- | ---------------------------------- | ---------------------------------- | ------------------------------- | ------------------------------- | ------------ | ------------ | ------------ | ------------ | ------------ | ------------ | ------------ | ------------ | ------------ | ------------ | ------------ | ------------ | ------------- | ------------- | ------------ | ------------ |
| Komis | 191,245                            | 92.2%                              | 195,400                         | 86.9%                           | 231,301      | 72.5%        | 245,074      | 30.4%        | 276,178      | 28.6%        | 280,798      | 25.3%        | 291,542      | 23.3%        | 256,464      | 25.2%        | 202,348       | 23.7%         | 127,350      | 22.3%        |
| Russos | 13,731                             | 6.6%                               | 28,300                          | 12.6%                           | 70,226       | 22.0%        | 389,995      | 48.4%        | 512,203      | 53.1%        | 629,523      | 56.7%        | 721,780      | 57.7%        | 607,021      | 59.6%        | 555,963       | 65.1%         | 398,547      | 69.7%        |
| Ucraïnesos | 34                                 | 0.0%                               | 200                             | 0.1%                            | 6,010        | 1.9%         | 80,132       | 9.9%         | 82,955       | 8.6%         | 94,154       | 8.5%         | 104,170      | 8.3%         | 62,115       | 6.1%         | 36,082        | 4.2%          | 11,041       | 1.9%         |
| Nenets | 2,080                              | 1.0%                               | 200                             | 0.1%                            | 1,000        | 0.4%         | 508          | 0.2%         | 374          | 0.0%         | 369          | 0.0%         | 366          | 0.0%         | 376          | 0.0%         | 708           | 0.1%          | 215          | 0.0%         |
| Tàtars | 33                                 | 0.0%                               | 200                             | 0.1%                            | 709          | 0.2%         | 8,459        | 1.0%         | 11,906       | 1.2%         | 17,836       | 1.6%         | 25,980       | 2.1%         | 15,680       | 1.5%         | 10,779        | 1.3%          | 4,083        | 0.7%         |
| Belarussos | 11                                 | 0.0%                               | 200                             | 0.1%                            | 3,323        | 1.0%         | 22,339       | 2.8%         | 24,706       | 2.6%         | 24,763       | 2.2%         | 26,730       | 2.1%         | 15,212       | 1.5%         | 8,859         | 1.0%          | 2,639        | 0.5%         |
| Altres | 180                                | 0.1%                               | 6,919                           | 2.2%                            | 59,826       | 7.4%         | 56,485       | 5.9%         | 62,921       | 5.7%         | 80,269       | 6.4%         | 61,474       | 6.0%         | 40,272       | 4.7%         | 39,564        | 4.6%          | 28,008       | 4.9%         |
| 1 El territori de l'OA de Komi era diferent al de l'actual República de Komi. 2 S'exclouen 46.886 persones que estaven registrades en bases de dades administratives i no podien declarar una ètnia. S'estima que la proporció d'ètnies en aquest grup és la mateixa que la del grup declarat. |                                    |                                    |                                 |                                 |              |              |              |              |              |              |              |              |              |              |              |              |               |               |              |              |

### Religió
Segons una enquesta de 2012, el 30,2% de la població de Komi s'adhereix a l'Església Ortodoxa Russa, el 4% són cristians genèrics no afiliats, l'1% són creients religiosos nadius de Rodisme o Komi, l'1% són musulmans, l'1% són cristians ortodoxos que no pertanyent a esglésies o membres d'esglésies ortodoxes no russes, l'1% són vells creients i el 0,4% són membres de l'Església catòlica. A més, el 41 % de la població es va declarar «espiritual però no religiosa», el 14 % és atea i el 6,4 % segueix altres religions o no ha pogut respondre la pregunta.

## Política
El Cap de govern de la República de Komi és el cap de la República. A partir del 2021, l'actual Cap és Vladimir Uiba, que va assumir el càrrec després que el seu predecessor Sergey Gaplikov dimitís.
El Consell d'Estat, parlament de la república, comforma el poder legislatiu.

## Economia
Les indústries principals de la República de Komi inclouen les indústries de processament de petroli, fusta, gas natural i energia elèctrica. Els principals centres industrials són Siktivkar, Intà, Petxora, Sosnogorsk, Ukhtà i Vorkutà.
Komigaz realitza el transport i la distribució de gas natural.

### Transport
El transport ferroviari està molt ben desenvolupat a la república. La línia de ferrocarril més important és Kotlas – Vorkutà – Salekhard, que s'utilitza per enviar la majoria de mercaderies dins i fora de la república. Els rius Vítxegda i Petxora són navegables. Hi ha aeroports a Siktivkar, Ukhtà i Vorkutà.
L'any 1997, la via ferroviària total era de 1.708 km, i les carreteres tenien uns 4.677 km en total.